# Henri Lenaerts
Henri Lenaerts (Molenbeek,  Bélgica, 8 de mayo de 1923 - Irurre, Navarra, 6 de diciembre de 2006) fue un artista belga  conocido por su obra escultórica. Autor reconocido internacionalmente, tiene en Bélgica numerosas obras en lugares públicos como el busto del rey Balduino de Bélgica o la fuente de Charles Buls. Como artista también cultivó la pintura al óleo y el dibujo. Era conocido como Enrique por sus vecinos de Irurre.

## Biografía
Entre 1945 a 1948 estudió pintura en la Academia Real de Bellas Artes de Bruselas, con el profesor Antoine "Anto" Carte. Simultáneamente estudió también el arte de la escultura con el profesor Delneste en la Academia de Molenbeek. En 1949 contrajo matrimonio con Marie-Josée Van Broeck. Desde entonces trabaja como escultor y pintor.  
Ha sido profesor de escultura en Nivelles y en la Academia de Watermael-Boitsfort. Se instaló en Meise donde se construyó su taller.  
En 1962 viajó a La India, seducido por la extensa percepción del pensamiento indio. En 1964 obtuvo una beca de la UNESCO para estudiar la cultura india, proyecto que, prolongado en 1967 con una beca del Gobierno Indio, le permite prolongar sus estudios en las Universidades de Madrás y Benarés. Presentó a finales de 1971 una tesis doctoral sobre la filosofía hindú en la Universidad de Benarés teniendo como tema el pensamiento filosófico tántrico siendo nombrado doctor en Filosofía India con el premio a la mejor tesis. Durante su estancia en la India se puso en contacto con la sección de escultura de la Universidad. 
A su vuelta a Europa en 1971 se estableció en el concejo de Irurre en el valle de Guesálaz en Navarra.

## Museo al aire libre y fundación
En Irurre, el 6 de septiembre de 2012, se abre el primer museo al aire libre de Navarra dedicado a este artista. Son veintidós obras seleccionadas ubicadas en el jardín acondicionado de la casa con fachada de sillería de los siglos XVII-XVIII que se ha acondicionado.
Todo fue puesto en marcha mediante la Fundación Henri Lenaerts, entidad sin ánimo de lucro que recibió todo el legado del artista abarcando más de 3.000 piezas que incluyen esculturas, su colección pictórica, tapices y biblioteca.